# Вацлав III
Вацлав III (чеш. Václav, венг. Vencel, пол. Wacław), (6 октября 1289 — 4 августа 1306, Оломоуц, Моравия) — король Венгрии с 1301 по 6 декабря 1305 (коронация 27 августа 1301 в Секешфехерваре, под именем Ласло V), король Чехии с 21 июня 1305 (под именем Вацлава III), король Польши c 21 июня 1305 (под именем Вацлава II).

## Происхождение
Вацлав III был сыном Вацлава II, короля Чехии и Польши, и Юдиты, дочери императора Рудольфа I Габсбурга. Его сестра-близнец Агнесса умерла в раннем возрасте. Вацлав III — последний мужчина из главной ветви рода Пржемысловичей.

## Король Венгрии

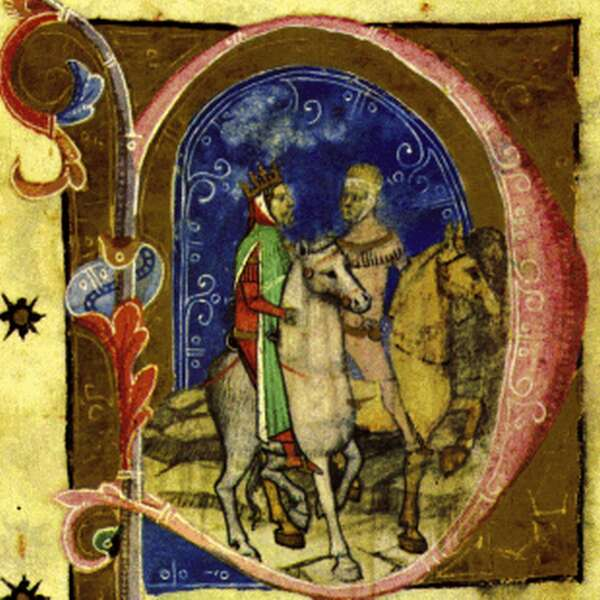
Вацлав на пути в Венгрию (Chronicon Pictum)

12 февраля 1298 года в Вене Вацлав был обручен с единственной дочерью венгерского короля Андраша III Венецианца Елизаветой. Сам Андраш III погиб в 1301 году, так и не оставив наследника. Род Арпадов пресекся.
Необходимо было найти нового монарха, в котором текла бы кровь Арпадов. Венгерские магнаты не желали принять кандидатуру Карла Роберта Анжуйского и искали другой вариант. Учитывая, что Вацлав III был внуком Кунигунды Славонской и женихом осиротевшей Елизаветы, он стал главным кандидатом на венгерский трон.
Несмотря на противодействие королевского совета, король Вацлав II начал продвигать кандидатуру сына и подкупил ряд крупных венгерских магнатов. 27 августа 1301 года 12-летний Вацлав III после долгих переговоров был коронован королём Венгрии под именем Ласло V.
В тот момент Венгрия фактически представляла собой несколько полунезависимых княжеств, и королём его признали только правители земель на территории Словакии (Матуш Чак и Аба) и Бургенланда, а также столица королевства город Буда.
Уже в сентябре 1301 года в Буде появился папский легат Николай Боккасини (будущий папа Римский Бенедикт XI), представлявший интересы Карла Роберта и отстаивавший позицию, что только папская курия имеет право решать, кто получит венгерскую корону. Оппозиция в королевствах Польше и Венгрии против Пржемысловичей нарастала. Король Германии Альбрехт I Габсбург выступил на стороне Анжуйской династии и римского папы, хотя Вацлав II в своё время помог ему получить корону. Вацлав II тщетно пытался получить военную поддержку французского короля Филиппа IV Красивого, который также имел хорошие отношения с Папой Римским. 31 мая 1303 года папа Бонифаций VIII прислал Вацлаву II письмо, в котором потребовал, чтобы чешский король передал венгерскую корону Альбрехту I, а также передал серебряные рудники в городе Кутна-Гора и уплатил папской курии штраф в размере 80 000 талантов серебра. Вацлав II ответил отказом.
В 1303 году словацкие магнаты Аба и Чак решили перейти на сторону Карла Роберта Анжуйского. Юный Вацлав в конечном итоге оказался осажден в Буде и вызвал на помощь своего отца. Прибыв из Праги с большой армией, отец взял твёрдый контроль над Будой, но, оценив ситуацию на месте, он забрал сына и корону и вернулся в Чехию.
После смерти отца Вацлав отказался от венгерской короны в пользу Оттона III, герцога Нижней Баварии, (6 декабря 1305). В 1307 году Оттон попал в плен и в 1308 году отрёкся от короны в пользу Карла Роберта.

## Самостоятельное правление
В 1305 году Вацлав II умер, и 15-летний Вацлав III унаследовал чешскую и польскую корону. Однако на эти короны сразу нашлись претенденты — Альбрехт I Габсбург и Владислав I Локетек.
Молодой король разорвал помолвку с Елизаветой в октябре 1305, якобы четыре дня спустя после того, как женился на Виоле Тешинской. Это было неравный брак, основания его заключения неясны. Хотя более поздние летописцы пишут, что Вацлав был очарован красотой Виолы, причина брака, вероятно, заключалась и в том, что Тешинское княжество занимало стратегическое положение на пути из Праги в Краков. Елизавета находилась в это время в Вене под контролем Габсбургов.
Вацлав III заключил мир с Альбрехтом I, которому уступил часть территории (Эгерланд, Плисен и Мейсен), но получил свободу рук в отстаивании польской короны. Весной 1306 года Владислав Локетек вернулся из изгнания и во главе венгерских войск занял Королевский замок в Кракове. 26 января 1306 года было заключено перемирие между Владиславом и Вацлавом «до Святого Михаила» то есть до 29 сентября того же года.
Молодой король в конце июня 1306 года начал собирать деньги на формирование армии. Через некоторое время он выехал из Праги и в начале августа прибыл в Оломоуц. Здесь 4 августа 1306 года в бывшем доме благочиния он был убит неизвестным убийцей тремя ударами ножа в грудь.
Современники не слишком высоко его ценили. Хронисты упоминали о тяге Вацлава к вину и расточительности. Современные историки, однако, отмечают, что его короткое правление было вполне разумным и могло укрепить чешское государство. Тем не менее репутация пьяницы и бездельника за Вацлавом III сохраняется.

## Смерть

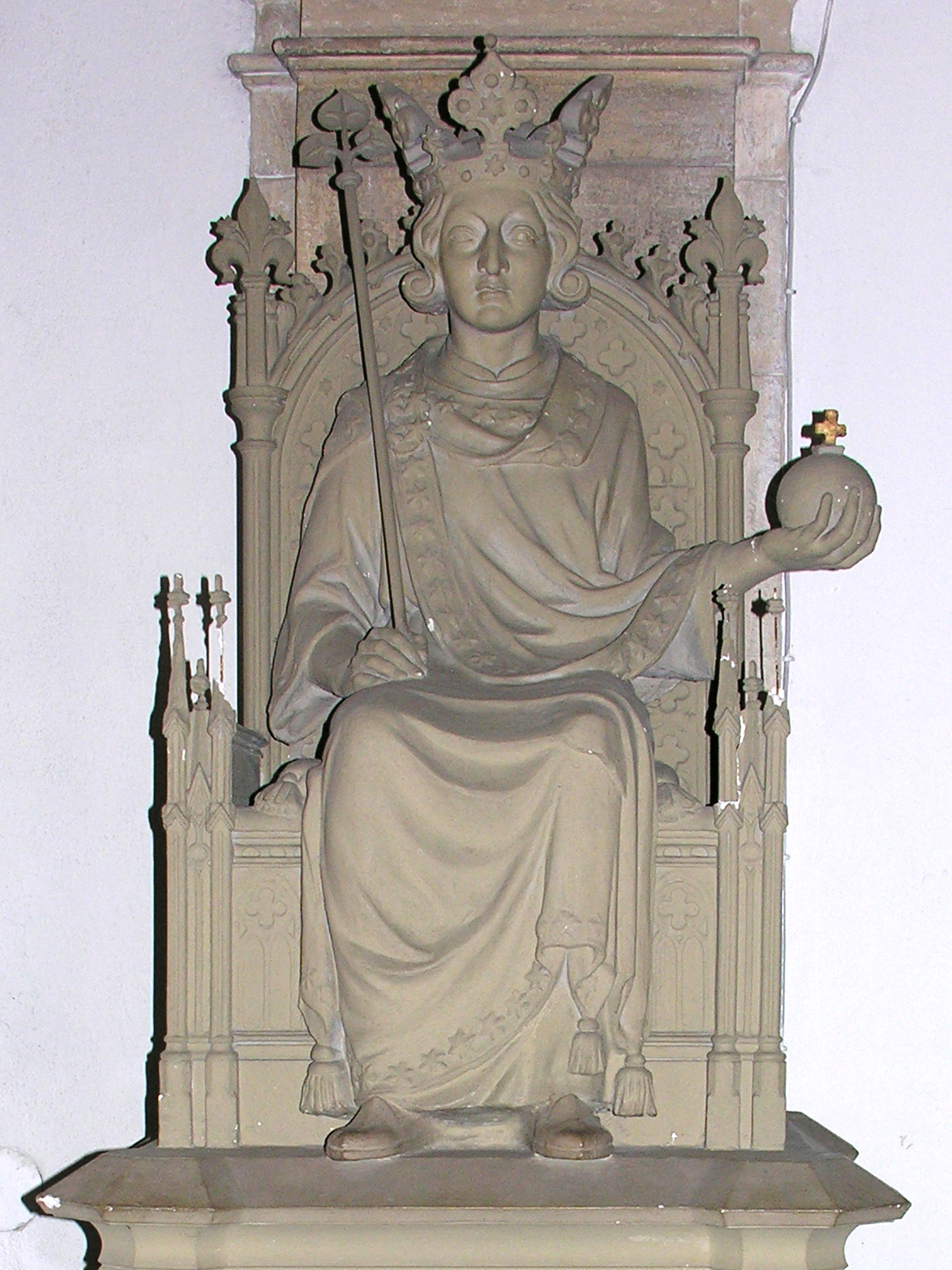
Статуя Вацлава III в Оломоуце.

Обстоятельства убийства Вацлава III по сей день остаются невыясненными. Историки считают, что его убийцей, скорее всего, был некий Конрад Ботенштейн, но это мнение оспаривается другими исследователями. Конрад Ботенштейн был замечен, когда выпрыгнул из окна дворца, держа окровавленный нож в руке. Снаружи он был пойман и немедленно убит, что не позволило его допросить. Вероятно, убийца подкупил охранников короля. Среди заказчиков убийства часто упоминаются Габсбурги и польский король Владислав I Локетек, которые извлекли пользу из смерти Вацлава III. Йозеф Жемличка, однако, утверждает, что король был убит по заказу чешской знати, интриговавшей между собой у него за спиной.
Вацлав был похоронен в склепе собора Святого Вацлава в Оломоуце, а двадцать лет спустя его сестра Элишка передала его останки Збраславскому монастырю, где он был похоронен рядом с отцом, Вацлавом II.